# Булдыгин, Адольф Фёдорович
Адольф Фёдорович Булдыгин (15 августа 1935 года, Гороховец, Ивановская область, РСФСР, СССР — 9 октября 2012 года, Ярославль, Россия) — советский и российский художник, народный художник Российской Федерации (2008).

## Биография
Родился 15 августа 1935 года в Гороховце (тогда город Ивановской, ныне — Владимирской области) в семье военнослужащего.
С 1941 года жил в Ярославле.
В 1955 году — окончил Ярославское художественное училище.
С 1959 года — работал в Ярославских мастерских Художественного фонда РФ.
С 1965 года — член Союза художников СССР.
Постоянный участник областных, зональных, региональных, всесоюзных и зарубежных художественных выставок.
Адольф Фёдорович Булдыгин умер 9 октября 2012 года в Ярославле.

## Награды
- Медаль «В ознаменование 100-летия со дня рождения Владимира Ильича Ленина»
- Народный художник Российской Федерации (2008)
- Заслуженный художник Российской Федерации (1 декабря 1994) — за заслуги в области искусства[1]
- Ярославская областная премия имени А. М. Опекушина (1994)
- Почётный знак города Ярославля III степени